# 梅村又次
梅村又次（うめむら またじ、1921年4月18日 - 2006年12月29日）は、日本の経済学者。学位は、農学博士（九州大学・論文博士・1961年）（学位論文「賃金・雇用・農業」）。一橋大学名誉教授。

## 略歴
栃木県出身。1945年九州帝国大学農学部卒、1961年「賃金・雇用・農業」で九州大学より農学博士の学位を取得。1948年経済安定本部物価局勤務、1949年労働省労働統計調査部、1951年一橋大学経済研究所助教授となり、教授。1974年所長。1985年定年退官し、名誉教授、創価大学経済学部教授。1998年退職。1964年『戦後日本の労働力』で第5回エコノミスト賞受賞。1971年『労働力の構造と雇用問題』で日経・経済図書文化賞受賞。1989年『長期経済統計』で日経・経済図書文化賞特賞受賞。1997年勲三等旭日中綬章受章。指導学生に大塚勝夫など。

## 著書
- 『賃金・雇用・農業』大明堂 1961
- 『戦後日本の労働力 測定と変動』岩波書店 一橋大学経済研究叢書 1964
- 『労働力の構造と雇用問題』岩波書店 一橋大学経済研究叢書 1971

### 共編
- 『長期経済統計 推計と分析』大川一司,篠原三代平共編 東洋経済新報社 1965-88
- 『日本経済の発展 近世から近代へ(数量経済史論集)』新保博他共編 日本経済新聞社 1976
- 『旧日本植民地経済統計 推計と分析』溝口敏行共編 東洋経済新報社 1988
- 『日本経済史 3 開港と維新』山本有造共編 岩波書店 1988

### 翻訳
- J.ロビンソン『利子率その他諸研究 ケインズ理論の一般化』大川一司共訳 東洋経済新報社 1955